# Francisco Espejo
Francisco Silvestre Espejo (Santa Lucía, 16 de abril de 1758-Valencia, 15 de julio de 1814) fue un abogado venezolano que se destacó durante la independencia por luchar activamente en favor de la causa republicana.

## Biografía

### Primeros años
Sus padres fueron Francisco Espejo y Bárbara Camaño y Bermúdez. Los estudios primarios los realizó en Santa Lucía (Edo. Miranda), obteniendo luego el grado de bachiller en artes en la Real y Pontificia Universidad de Caracas en 1775 y el de bachiller en Derecho civil el 30 de abril de 1781 en la misma universidad.
Francisco Espejo figura como uno de los fundadores del Colegio de Abogados de Caracas y tesorero de su primera Junta Directiva el 17 de agosto de 1788, siendo posteriormente electo decano de dicho cuerpo colegiado; correspondiéndole como tal presidir la sesión solemne de su instalación definitiva en 1792.

### Carrera
Entre 1797 y el 19 de abril de 1810, ejerció diversos cargos públicos: fiscal de la Real Audiencia de Caracas, comisionado para realizar la instrucción en la causa seguida contra la Conspiración de Gual y España; participó en el proceso seguido con en 1798 contra unos franceses revolucionarios en Maracaibo; como fiscal militar le toca actuar en contra de Francisco de Miranda a raíz de su invasión a Coro en 1806; en 1808 siendo fiscal de la Real Audiencia, se opuso al  movimiento de los caraqueños que pretendían declarar la autonomía ante la invasión francesa de España; fue relator de la Junta Superior de la Real Hacienda, y el 19 de abril de 1810, tocándole asistir como oidor de la Real Audiencia al acto del Jueves Santo en compañía del capitán general Vicente de Emparan y Orbe, correspondiéndole firmar el acta de destitución de éste y de la constitución del nuevo gobierno republicano.
Ese mismo año, actuó como fiscal de la causa seguida contra los implicados en el movimiento contrarrevolucionario de los hermanos González de Linares, denunciado en 1810. A partir de este momento se convirtió en un furibundo defensor de la causa emancipadora, incorporándose a dicho movimiento, con motivo del primer aniversario independentista, recorrió las calles de la ciudad y en la plazoleta de Santa Rosalía explicó al pueblo el significado histórico de la fecha.
Actúa como juez sentenciador de los implicados en la fracasada contrarrevolución llevadas a cabo por isleños; el 25 de noviembre fue comisionado por el Primer Congreso Nacional como gobernador de Barcelona donde redactó su reglamento electoral y el proyecto de Constitución de esa provincia.
Encabezó el Segundo Triunvirato entre marzo y abril de 1812. El 14 de agosto de 1812, por denuncia del marqués de Casa León fue detenido en La Victoria y remitido al castillo de Puerto Cabello donde permaneció hasta abril de 1813, cuando fue trasladado a Valencia y sometido a juicio por causa de infidencia que se le seguía desde el 7 de noviembre de 1812, por proponer la capitulación ante las fuerzas españolas. Sobreseído su caso el 5 de julio de 1813, fue liberado y sus bienes le fueron restituidos.
Tras el triunfo de la Campaña Admirable, Simón Bolívar, que estableció la guerra a muerte, lo nombra gobernador civil de Valencia; ciudad que fue sitiada desde el 28 de marzo de 1814 hasta el 9 de julio del mismo año. Aunque la capitulación fue firmada entre las fuerzas patriotas y las realistas comandadas por José Tomás Boves, el jefe español ordenó el fusilamiento de Francisco Espejo en la plaza mayor de Valencia, el 15 de julio de 1814.